# Ngolo Diarra
Ngolo Diarra, död 1790, var faama, monark, i Bamanariket mellan 1766 och 1790.